# California Wonder
California Wonder (Capsicum annuum 'California Wonder')is een cultivar van de paprika, afkomstig uit Californië.
Het betreft hier een zogenaamde blokpaprika, hetgeen betekent dat de vrucht blokvormig is. De vrucht heeft dikke wanden en een zoete smaak, en rijpt van groen naar dieprode kleur. Een plant van deze cultivar wordt buiten ongeveer 75 cm hoog en kan in de kas 150 cm bereiken. Een plant kan tot tien vruchten dragen.